# Liste des sites mégalithiques d'Irlande du Nord
Cette liste non exhaustive recense les principaux sites mégalithiques d'Irlande du Nord, triés par comté. L'Irlande du Nord compte six comtés qui faisaient autrefois partie de l'Ulster.

## Comté d'Antrim
| Site                        | Type            | Notes | Coordonnées                 | Image |
| --------------------------- | --------------- | ----- | --------------------------- | ----- |
| Dolmen de Ballylumford (en) | Dolmen          |       | 54° 50′ 30″ N, 5° 46′ 26″ O |       |
| Cairn de Dooey (en)         | Tombe à couloir |       | 55° 00′ 06″ N, 6° 24′ 15″ O |       |
| Dolmen de Craigs (en)       | Tombe à chambre |       | 55° 00′ 07″ N, 6° 28′ 26″ O |       |

## Comté d'Armagh
| Site                     | Type   | Notes | Coordonnées                 | Image |
| ------------------------ | ------ | ----- | --------------------------- | ----- |
| Dolmen de Ballykeel (en) | Dolmen |       | 54° 08′ 12″ N, 6° 28′ 16″ O |       |

## Comté de Down
| Site                              | Type            | Notes | Coordonnées                 | Image |
| --------------------------------- | --------------- | ----- | --------------------------- | ----- |
| Dolmen d'Annadorn (en)            | Tombe à couloir |       | 54° 20′ 32″ N, 5° 48′ 13″ O |       |
| Anneau du Géant (Belfast)         | Henge           |       | 54° 32′ 25″ N, 5° 57′ 00″ O |       |
| Allée couverte d'Audleystown (en) | Allée couverte  |       | 54° 22′ 29″ N, 5° 35′ 58″ O |       |
| Tombe de Ballinran (en)           | Tombe à couloir |       |                             |       |
| Tombe de Ballyalton (en)          | Tombe à couloir |       | 54° 19′ 44″ N, 5° 38′ 47″ O |       |
| Cromlech de Ballynoe (en)         | Cromlech        |       | 54° 17′ 27″ N, 5° 43′ 35″ O |       |
| Dolmen de Goward (en)             | Dolmen          |       | 54° 12′ 53″ N, 6° 05′ 29″ O |       |
| Dolmen de Legananny (en)          | Dolmen          |       | 54° 19′ 23″ N, 6° 01′ 12″ O |       |
| Dolmen de Slidderyford (en)       | Dolmen          |       |                             |       |

## Comté de Fermanagh
| Site                        | Type            | Notes | Coordonnées                 | Image |
| --------------------------- | --------------- | ----- | --------------------------- | ----- |
| Tombe d'Aghanaglack         | Tombe à couloir |       |                             |       |
| Cromlech de Drumskinny (en) | Cromlech        |       | 54° 35′ 04″ N, 7° 41′ 26″ O |       |
| Cairn d'Eagle's Knoll       | Tombe à couloir |       |                             |       |
| Cairn de Moylehid           | Cairn           |       |                             |       |

## Comté de Londonderry
| Site                      | Type      | Notes | Coordonnées                 | Image |
| ------------------------- | --------- | ----- | --------------------------- | ----- |
| Cromlechs d'Aughlish (en) | Cromlechs |       | 54° 53′ 46″ N, 7° 02′ 28″ O |       |
| Cromlechs de Corick (en)  | Cromlechs |       | 54° 44′ 53″ N, 6° 47′ 28″ O |       |

## Comté de Tyrone
| Site           | Type                  | Notes                                      | Coordonnées                 | Image |
| -------------- | --------------------- | ------------------------------------------ | --------------------------- | ----- |
| Beaghmore (en) | Complexe mégalithique | Plusieurs cromlechs, alignements et cairns | 54° 42′ 14″ N, 6° 56′ 11″ O |       |